# Oskar Tietjens
Oskar Karl Gustav Tietjens (* 23. April 1893 in Wandsbeck; † 23. Oktober 1971 in Freiburg im Breisgau) war ein deutscher Strömungsmechaniker.

## Leben
Tietjens studierte ab 1912 Schiffbau an der TH Berlin-Charlottenburg, was durch den Wehrdienst im Ersten Weltkrieg unterbrochen wurde. Er setzte nach dem Krieg sein Studium der Mechanik und Mathematik an der Universität Göttingen fort und promovierte 1922 bei Ludwig Prandtl in Göttingen. In seiner Dissertation zeigte er die Instabilität der Grenzschicht ebener laminarer Strömungen an einer Wand, selbst bei kleinsten Reynoldszahlen und sehr kleinen Störungen, wobei die Stabilität nach einer Methode von Lord Rayleigh untersucht wurde (Lineare Stabilitätstheorie). Die Strömung wurde nach Rayleigh in Streifen aufgeteilt mit jeweils linearem Profil und dann auf kontinuierliche Profile übertragen, wobei sich bei Profilen mit Wendepunkt eine Instabilität zeigte. Das lief den damals vorherrschenden Theorien zuwider (und Experimenten, die keine Turbulenz unterhalb von Reynoldszahlen von 1000 zeigten) und stieß zunächst auch bei Prandtl auf Zweifel, der aber mit Tietjens das Resultat auf verschiedenen Wegen und für verschiedene Profile überprüfte. Prandtl präsentierte die Ergebnisse auf einer Konferenz in Jena 1921 und stieß auf Kritik von anderen Wissenschaftlern auf dem Gebiet der Turbulenz wie dem Sommerfeld-Schüler Fritz Noether. Tietjens machte wie der Mathematiker Ludwig Hopf unphysikalische Voraussetzungen der Rechnung verantwortlich, speziell das einfache Strömungsprofil. Noether führte die Unterschiede auf die Annahmen zur Wandglattheit zurück. Fortschritte beim Problem des Einsetzens der Turbulenz erreichten bald darauf Werner Heisenberg (1924) in seiner Dissertation bei Sommerfeld und der Prandtl-Schüler Walter Tollmien (1929).
Nach seiner Dissertation war er Mitarbeiter von Prandtl am Max-Planck-Institut für Strömungsforschung in Göttingen. Er war ab 1941 ordentlicher Professor für Mechanik und Strömungslehre an der Technischen Hochschule in Wien (bis 1945) und  wurde nach dem Zweiten Weltkrieg als emeritierter Professor der Technischen Hochschule Karlsruhe zugeordnet, wo er seine Forschung fortsetzte. Sein Lehrbuch der Strömungslehre nach Vorlesungen von Prandtl von 1929/1931 fand weite Verbreitung, auch in englischer Übersetzung. In den 1960er Jahren veröffentlichte er ein weiteres Lehrbuch der technischen Strömungslehre.

## Schriften
- Beiträge zum Turbulenzproblem, Jahrbuch Math.-Naturwiss. Fakultät Göttingen 1923 (=Dissertation Göttingen)
- Hydro- und Aeromechanik, nach Vorlesungen von L. Prandtl. Band 1: Gleichgewicht und reibungslose Bewegung, Springer 1929; Band 2: Bewegung reibender Flüssigkeiten und technische Anwendungen, Springer 1931
  - Englische Übersetzung von L. Rosenhead: Fundamentals of Hydro- and Aeromechanics, McGraw Hill 1934
- Strömungslehre. Grundlagen vom technischen Standpunkt. Band 1: Hydro- und Aerostatik. Bewegung der idealen Flüssigkeit, Springer 1960; Band 2: Bewegung der Flüssigkeiten und Gase, Springer 1970